# けやきプラザ (三田市)
けやきプラザは、兵庫県三田市けやき台にあるショッピングセンターである。

## 概要
兵庫県三田市の大規模ニュータウン「北摂三田ニュータウン」内の「ウッディタウン」に存在する商業施設である。
元々、この商業施設が立地する土地には総合住宅展示場があった。テナントはそれぞれ独立した建物に入居している。周辺には、イオン三田ウッディタウン店やセンチュリーガーデンフレスポなどの競合施設が多くあり、ウッディタウンは商業・小売の激戦区である。

## 沿革
- 2018年（平成30年）
  - 11月16日 - けやきプラザ開業[1]。ジョーシンがオープン。
  - 11月20日 - 和食さと、上高地あずさ珈琲がオープン。
  - 11月22日 - 西松屋、ウエルシアがオープン。
  - 11月23日 - 松のやがオープン。
  - 11月27日 - ブロンコビリー、魚べいがオープン。
  - 11月29日 - ファッションセンターしまむらがオープン。

## テナント
- ウエルシア（ドラッグストア）
- ジョーシン（家電量販店）
- ファッションセンターしまむら（衣料品）
- 西松屋（ベビー・子ども用品）
- ブロンコビリー（ステーキハウス）
- 松のや（とんかつ店）
- 魚べい（回転寿司）
- 和食さと（レストラン）
- 上高地あずさ珈琲（喫茶店）